# فیصل بتاچی
فیصل بتاچی (انگلیسی: Faysal Bettache؛ زادهٔ ۷ ژوئیهٔ ۲۰۰۰) بازیکن فوتبال است.
از باشگاه‌هایی که در آن بازی کرده‌است می‌توان به باشگاه فوتبال بیلریکای و باشگاه فوتبال کویینز پارک رنجرز اشاره کرد.